# Perigrapha yoshimotoi
Perigrapha yoshimotoi là một loài bướm đêm trong họ Noctuidae.